# Бабкевич Олег Іванович
Оле́г Іва́нович Бабке́вич (1974—2014) — старший солдат 19-го миколаївського полку охорони громадського порядку Національної гвардії України.

## Життєвий шлях
Народився 1974 року в селі Висоцьке (Новоукраїнський район, Кіровоградська область). Бабкевичі — династія залізничників: дідусь — заслужений залізничник. На залізниці працювали батьки Олега, дядько, брат. Після закінчення Помічнянської школи пішов працювати на залізницю монтером колії. 1992 року призвано на термінову службу, проходив в Дніпропетровську у внутрішніх військах; в грудні 1994 року повернувся з армії. 20 травня 1995 року одружився з Оленою; оселилися у Висоцькому. Удочерив дворічну дочку Олени від першого шлюбу — Ольгу, 1996 року народжується спільна дочка Катерина, 2002 року — син Артем. 2003 року родина переїхала до смт Олександрівки Миколаївської області;. Тому Олег перевівся зі станції Висоцьке, де працював спочатку бригадиром, а потім майстром — на станцію Трикратне; монтер колії 5-го розряду. В нього почала розвиватися хвороба очей, через яку, після 18 років роботи на залізниці, мусив звільнитися за станом здоров'я. Якийсь час працював у будівельній компанії в місті Кіровограді.
Призваний за мобілізацією.
23 серпня 2014 року загинув біля селища Лисиче Амвросіївського району в часі бойового зіткнення з російськими збройними формуваннями. В бою було знищено вантажний автомобіль КамАЗ з терористами та 2 КамАЗи зі зброєю і боєприпасами — рухалися колоною у супроводі двох БТРів з боку Російської Федерації до воюючих бойовиків. Тоді ж полягли підполковник Петров Олексій Леонідович, підполковник Смоляр Олександр Васильович та молодший сержант Яриш Олександр Володимирович.
Вдома лишилися мама, дружина та троє дітей.
Похований в селі Олександрівка, Вознесенський район, Миколаївська область.

## Нагороди та вшанування
- 6 жовтня 2014 року — за особисту мужність і героїзм, виявлені у захисті державного суверенітету та територіальної цілісності України, вірність військовій присязі під час російсько-української війни, відзначений — нагороджений орденом «За мужність» III ступеня (посмертно).
- Його портрет розміщений на меморіалі «Стіна пам'яті полеглих за Україну» у Києві: секція 3, ряд 7, місце 1
- Вшановується 23 серпня на щоденному ранковому церемоніалі вшанування українських захисників, які загинули цього дня у різні роки внаслідок російської збройної агресії[1]
- старшого солдата О. І. Бабкевича навічно занесено до списку особового складу військової частини 3039 (наказ командувача Національної гвардії України № 294 від 19 вересня 2014 року)[2]
- На його честь в Будинку культури Олександрівської селищної ради встановлено меморіальну дошку.[3]